# Svratecko-křetínský trojúhelník
Svratecko-křetínský trojúhelník bylo sdružení obcí v okresu Žďár nad Sázavou, okresu Blansko a okresu Svitavy, jeho sídlem bylo Bystré a jeho cílem je rozvoj regionu. Byl založen v roce 2000 dvaceti členskými obcemi, před zánikem v roce 2005 sdružoval 17 obcí.

## Obce sdružené v mikroregionu
- Bystré
- Dalečín
- Hartmanice
- Jedlová
- Jimramov
- Kněževes
- Korouhev
- Nedvězí
- Nyklovice
- Olešnice
- Rohozná
- Rovečné
- Sulkovec
- Svojanov
- Trpín
- Vír

Během trvání svazku k členským obcím patřily rovněž Strachujov, Unčín a Velké Tresné.